# Les Brigands
Les brigands (títol original en francès, en català Les Brigands) és una obra dramaticomusical en tres actes composta  per Jacques Offenbach sobre un llibret en francès d'Henri Meilhac i Ludovic Halévy. Es va estrenar el 10 de desembre de 1869 al Théâtre des Variétés de París.